# 玉山演習
玉山演習為中華民國特有演習代號，亦稱玉山推演。2000年－2008年實施的該演習代號，次數十分頻繁，也實為中華民國總統為政務視察探訪台灣各地安全勤務工作的代號。玉山之名，乃取自玉山官邸。另外，亦有防衛台灣元首安全的玉山兵演或玉山兵推的衍生演習內容。
2008年4月28日，中華民國總統陳水扁將於台北市博愛特區舉行任內最後一次玉山兵演，而該次玉山演習的全稱則為2008政經玉山兵推。